# Berlin-Friedrichstadt

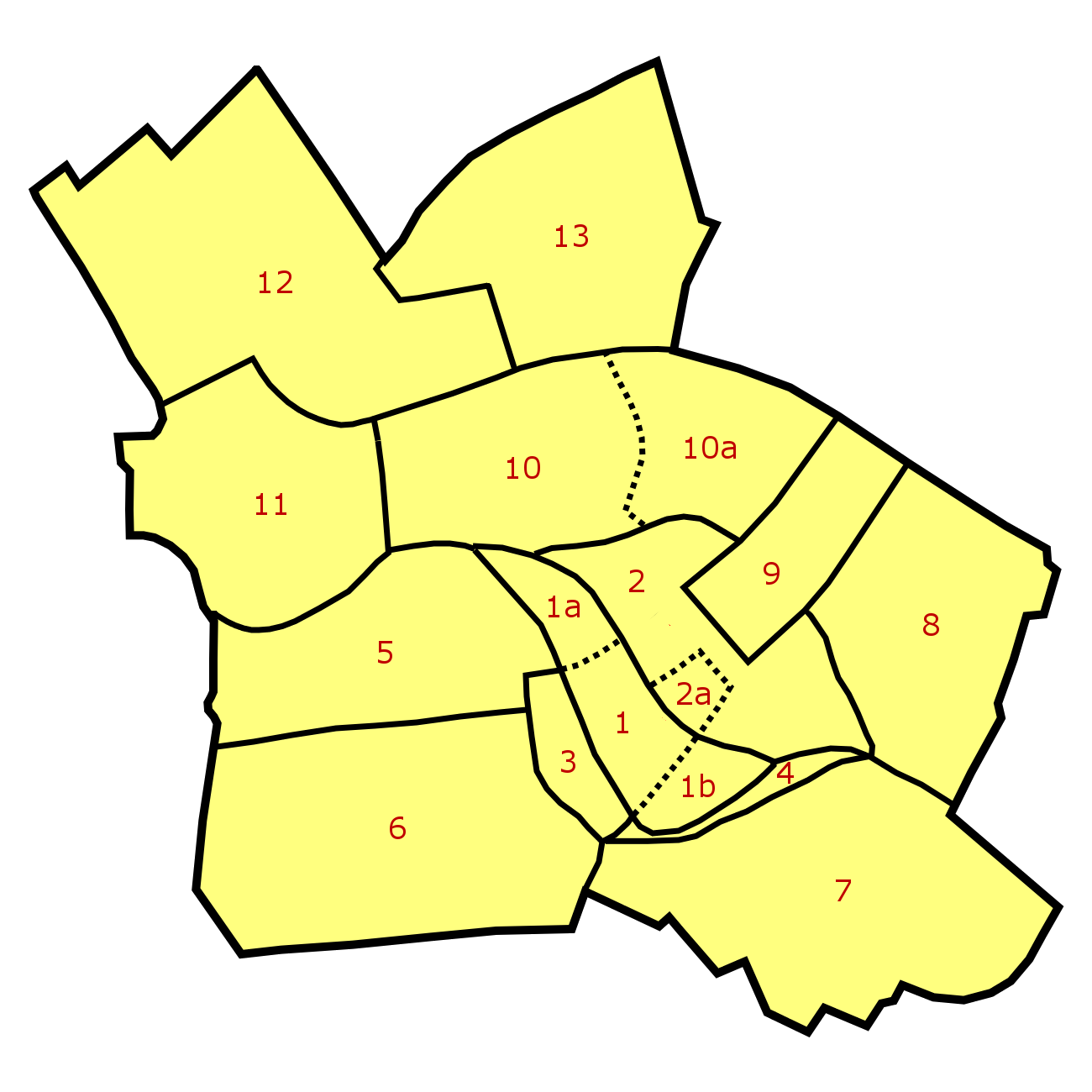
Les 13 quartiers historiques de Berlin-Mitte :
1. Altkölln (Spreeinsel) (avec Museumsinsel [1a], Fischerinsel [1b])
2. Altberlin (avec Nikolaiviertel [2a])
3. Friedrichswerder
4. Neukölln am Wasser
5. Dorotheenstadt
6. Friedrichstadt
7. Luisenstadt
8. Stralauer Vorstadt (avec Königsstadt)
9. Alexanderplatz
10. Spandauer Vorstadt (avec Scheunenviertel [10a])
11. Friedrich-Wilhelm-Stadt
12. Oranienburger Vorstadt
13. Rosenthaler Vorstadt

Friedrichstadt est un ancien faubourg de Berlin formé en 1688 et habité par de nombreux huguenots après l'édit de Potsdam, autour du Gendarmenmarkt. Il a été intégré à Berlin en 1710 et a formé un quartier de la municipalité jusqu'en 1920. Il se trouve aujourd'hui dans le quartier de Berlin-Mitte. Il doit son nom au roi de Prusse, Frédéric Ier.

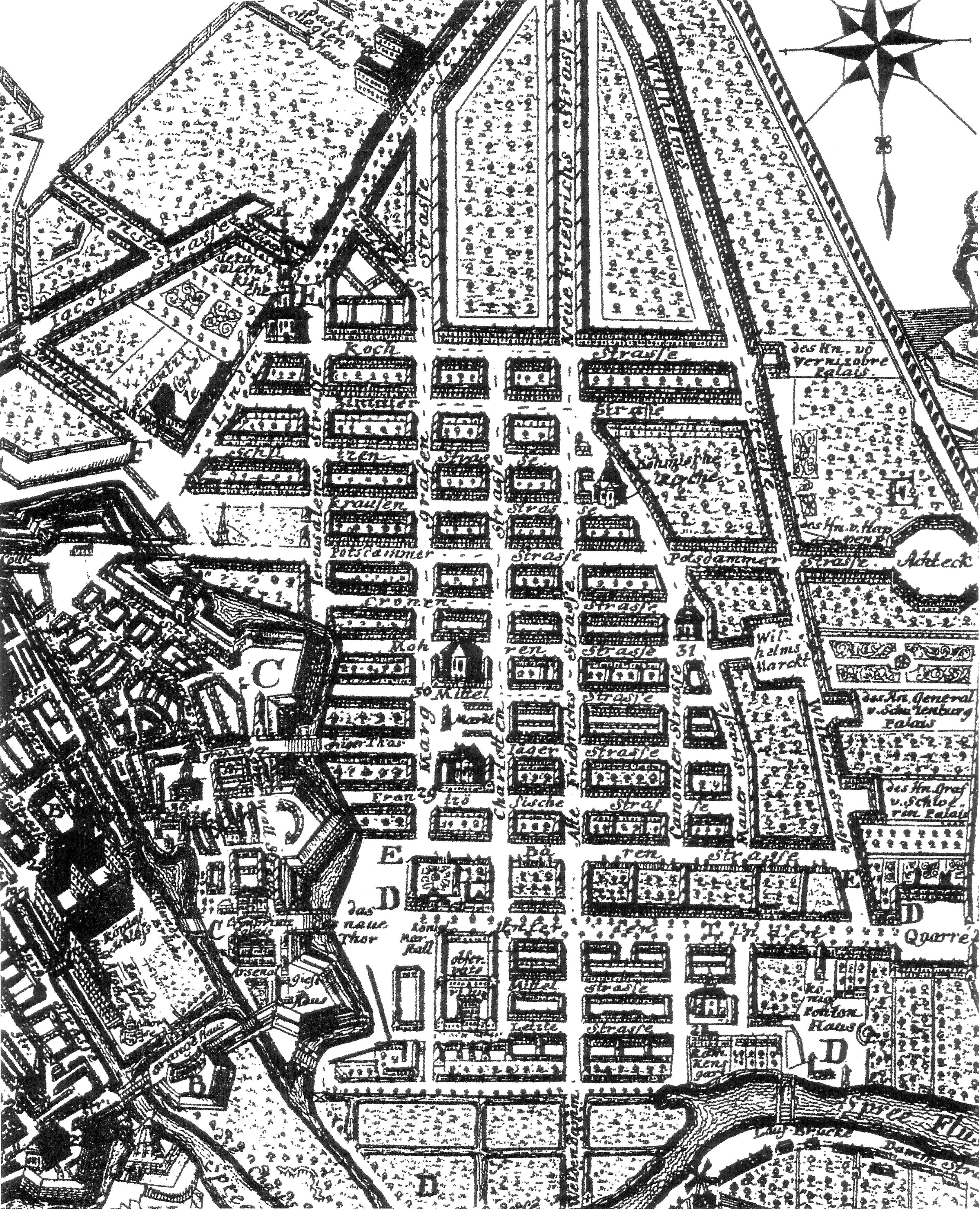
Friedrichstadt vers 1740 (sud en haut; nord en bas)